# Nina Rydzewska
Nina Rydzewska (ur. 26 czerwca 1902 w Warszawie, zm. 8 lutego 1958 w Szczecinie) – polska poetka i powieściopisarka.

## Życiorys
Córka Antoniego (zm. 1905) i Konstancji ze Staszczaków, która wyszła powtórnie za mąż za Józefa Rydzewskiego.  Od najmłodszych lat zmagała się z nędzą. Pierwszą pracę, korepetytorki pisania i czytania, podjęła mając 10 lat. Uczyła się w warszawskim gimnazjum Zofii Kudasiewiczowej i w Szkole Handlowej. Szkołę i studia opłacała z zarobionych przez siebie pieniędzy. Przed II wojną światową była członkiem PPS, do 1939 pracowała w biurze Kapituły Orderu Virtuti Militari. 
Około 1926 lub 1927 roku związała się z grupą poetycką Kwadryga. Debiutanckim wierszem Madonna Nędzarzy wywołała burzę środowisk endeckich, zwrócono się do prokuratury o wszczęcie wobec niej procesu. Prawicowa prasa, wspierana i opłacana przez endecję, żądała uwięzienia poetki. W jej obronie stanęło jednak środowisko twórcze, m.in. Juliusz Kaden-Bandrowski, Stanisław Ryszard Dobrowolski, Kazimiera Iłłakowiczówna, Konstanty Ildefons Gałczyński; a wspomniany wiersz wygrał konkurs Głosu Literackiego. Część wierszy poetka opublikowała w tomie Miasto w 1929 roku. Publikowała m.in. w Głosie Literackim i Wiadomościach Literackich. Była także członkiem Sekcji Marynistycznej Towarzystwa Literatów i Dziennikarzy. Wpływy Kościoła i skrajnej prawicy katolickiej były jednakże w ówczesnej Polsce na tyle duże, że wiele gazet i wydawnictw coraz częściej odmawiało druku wierszy Rydzewskiej.
W 1937 roku wydała marynistyczną powieść Akwamaryna, ukazującą problemy polskich kobiet i Kaszubów przez pryzmat losów głównej bohaterki – Weroniki; fabułę książki wieńczy budowa Gdyni.
Jej mężem był Gruzin Asłan Baytugan; od 1944 roku przebywał on w Wielkiej Brytanii, zaś samo małżeństwo zakończyło się rozwodem.
Podczas wojny mieszkała w Warszawie, jesienią 1944 uwięziona, uciekła z transportu i do końca wojny mieszkała w Koninie. Później wielokrotnie zmieniała miejsca pobytu. Między innymi podjęła pracę w kopalni węgla w Białym Kamieniu, co znalazło odzwierciedlenie w powieści Ludzie z węgla. W 1953 roku osiadła w Szczecinie. Zamieszkała w willi przy ul. Pogodnej 34 (Głębokie), w której wcześniej mieszkał Jerzy Andrzejewski. Była prezesem szczecińskiego oddziału Związku Literatów Polskich w latach 1954-55 oraz 1955-56. Pracowała w Radiu Szczecin, była kierownikiem redakcji literackiej, zajmowała się m.in. tematyką kaszubską. Odmówiono jej wtedy stypendium twórczego.
Wydała również m.in. powieść Godzina W (1946). Rękopis powieści Mol na Krzyskim Wzgórzu został przyjęty do druku dwa dni po jej śmierci. Akwamaryna i Mol na Krzyskim Wzgórzu stanowią dwie części nieukończonej trylogii Rybacy bez sieci.
Była członkiem Związku Literatów Polskich. Odmówiono jej przyjęcia do PZPR. Rok przed śmiercią otrzymała Nagrodę Literacką Szczecina. Nazwiskiem Rydzewskiej nazwano ulicę w Szczecinie. Pochowana została na cmentarzu Centralnym w Szczecinie (kwatera 23c). Związane z Rydzewską archiwalia przechowuje Książnica Pomorska im. Stanisława Staszica w Szczecinie.